# 689
689 (DCLXXXIX) fue un año común comenzado en viernes del calendario juliano, en vigor en aquella fecha.

## Acontecimientos
- Guerras búlgaro-bizantinas: El emperador Justiniano II vence a los búlgaros de Macedonia y recaptura Tesalónica, la segunda ciudad bizantina más importante en Europa.[1] Vuelve a poblar a los eslavos sojuzgados en Anatolia, donde 30 000 hombres son incluidos en el ejército bizantino.
- Batalla de Coronate: Los lombardos bajo el rey Cuniperto derrotan al ejército del duque Alahis en el río Adda (Lombardía). Ejecuta a los líderes rebeldes y Alahis es decapitado y sus piernas son desmembradas.[2] Los ducados del sur de Lombardía toman ventaja de la distracción de Cuniperto y extienden sus territorios.
- Batalla de Dorestad: Los frisios bajo el rey Radbod son derrotados por el mayordomo de palacio franco Pipino de Heristal.[3] El delta del Rin y Dorestad vuelven al dominio franco, así como los castillos de Utrecht y Fechten (fecha aproximada).
- El rey Cædwalla de Wessex llega a Roma y es bautizado por el papa Sergio I, tomando el nombre de Pedro. Fallece 10 días después y es enterrado en la Basílica de San Pedro.
- El Emperador Tenmu de Japón promulga el código Asuka Kiyomihara, una colección de reglas gubernamentales.

## Nacimientos
- Meng Haoran, poeta chino de la dinastía Tang (o 691).
- Otmaro de San Galo, monje benedictino suizo.
- Rōben, monje budista japonés.

## Fallecimientos
- 20 de abril: Cædwalla de Wessex, rey de Wessex.
- 7 de mayo: Príncipe Kusakabe de Japón.
- Alahis, rey (usurpador) de los lombardos.
- Colomano, misionero irlandés.
- Grimoaldo II, conde de Benevento.
- Juan III, papa de la Iglesia Ortodoxa Copta de Alejandría.
- Heukchi Sangji, general de Baekje.
- Kilian, obispo irlandés.
- Liu Jingxian, oficial chino de la dinastía Tang.
- Lu Zhaolin, poeta chino de la dinastía Tang (fecha aproximada).
- Totnan, misionero irlandés.